# Кропотово (Брянская область)
Кро́потово — село в Брасовском районе Брянской области, в составе Сныткинского сельского поселения. 
 Расположено в 4 км к северо-востоку от деревни Сныткино. Население — 76 человек (2010).

## История
Упоминается с 1620-х гг. в составе Брасовского стана Комарицкой волости, как существующее село с храмом Рождества Богородицы (здание сохранилось, действует). С 1741 года — владение Апраксиных.
В 1778—1782 гг. входило в Луганский уезд, затем до 1929 в Севском уезде (с 1861 года — в составе Добрикской волости, с 1880-х гг. в Апраксинской (Брасовской) волости). В 1875 году была открыта земская школа.
С 1929 года в Брасовском районе. До 1961 являлось центром Кропотовского сельсовета.
| Годы      | 1858 | 1866 | 1894 | 1897 | 1926 | 1979 | 1989 | 2002 | 2010 |
| --------- | ---- | ---- | ---- | ---- | ---- | ---- | ---- | ---- | ---- |
| Население | 506  | 658  | 889  | 921  | 1180 | 330  | 214  | 130  | 76   |